# San Carlos Minas
San Carlos Minas est une ville de la province de Córdoba, en Argentine, et le chef-lieu du département de Minas. Elle est située à 91 km (220 km par la route) à l'est-nord-est de la capitale provinciale Córdoba. Sa population s'élevait à 2 000 habitants en 2020.